# Perreux, Loire
Perreux je naselje in občina v jugovzhodnem francoskem departmaju Loire regije Rona-Alpe. Leta 2009 je imelo naselje 2.141 prebivalcev.

## Geografija
Kraj leži v pokrajini Beaujolais 6 km vzhodno od središča Roanne.

## Uprava
Perreux je sedež istoimenskega kantona, v katerega so poleg njegove vključene še občine Combre, Commelle-Vernay, Le Coteau, Coutouvre, Montagny, Notre-Dame-de-Boisset, Parigny in Saint-Vincent-de-Boisset s skupno 16.608 prebivalci (v letu 2010).
Kanton Perreux je sestavni del okrožja Roanne.

## Zanimivosti
- cerkev sv. Boneta iz 14. do 16. stoletja;